# (74240) 1998 SY52
(74240) 1998 SY52 – planetoida z pasa głównego asteroid okrążająca Słońce w ciągu 4,32 lat w średniej odległości 2,65 j.a. Odkryta 30 września 1998 roku.